# Pentanisia sykesii
Pentanisia sykesii är en måreväxtart som beskrevs av John Hutchinson. Pentanisia sykesii ingår i släktet Pentanisia och familjen måreväxter.

## Underarter
Arten delas in i följande underarter:
- P. s. otomerioides
- P. s. sykesii